# نوغيرا دي راموين
بلدية نوغيرا دي راموين (بالإسبانية: Nogueira de Ramuín) هي بلدية تقع في مقاطعة أورينسي التابعة لمنطقة غاليسيا شمال غرب إسبانيا.

## الديموغرافيا
بلغ عدد سكان بلدية نوغيرا دي راموين 2.381 نسمة عام 2011 (وفقاً للمعهد الوطني للإحصاء الإسباني).
| 2.713 | 2.651 | 2.566 | 2.551 | 2.475 | 2.435 | 2.381 |